# قوات التحرير الوطنية - إيكانزو
قوات التحرير الوطنية - إيكانزو هي حزب سياسي صغير في بوروندي.
في عام 2005، رفضت قوات التحرير الوطنية اتفاقات السلام التي أبرمتها الأمم المتحدة والتي أدت إلى انتخابات ديمقراطية في بوروندي على الرغم من إقرارها المؤقت في وقت لاحق في 18 يونيو 2006. في 7 سبتمبر / أيلول 2006 وقعت الجماعة على وقف إطلاق النار مع الحكومة ونتيجة لذلك ستقوم المجموعات بنزع سلاح 3000 مقاتل. كانت قوات التحرير الوطنية آخر مجموعة هوتو رئيسية تنضم إلى عملية السلام.